# Витка гречка чагарникова
Витка гречка чагарникова (Fallopia dumetorum) — вид рослин родини гречкові (Polygonaceae), поширений у Євразії, натуралізований в Японії, Канаді, США.

## Опис
Однорічна трав'яниста рослина 50–300 см завдовжки. Стебло голе. Листки з сердцевидно-стрілоподібною основою, витягнуто-загострені. Квітки в кінцевих рідкісних китицях і пазушних пучках. Листочки оцвітини з білими плівчастими крилами, при плодах до 7–9 мм завдовжки.

## Поширення
Природне поширення: Європа й помірна Азія; натуралізований: Японія, пд.-сх. Канада, сх. США; також культивується.
В Україні зростає у вологих місцях, серед чагарників, на пісках, городах, полях — майже на всій території, крім полинного Степу і Криму.

## Галерея

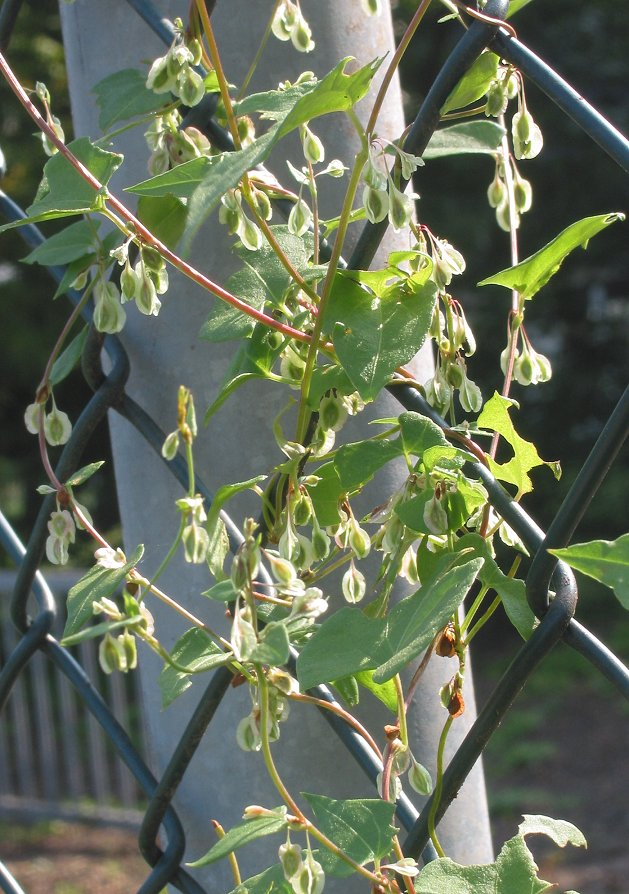
рослина
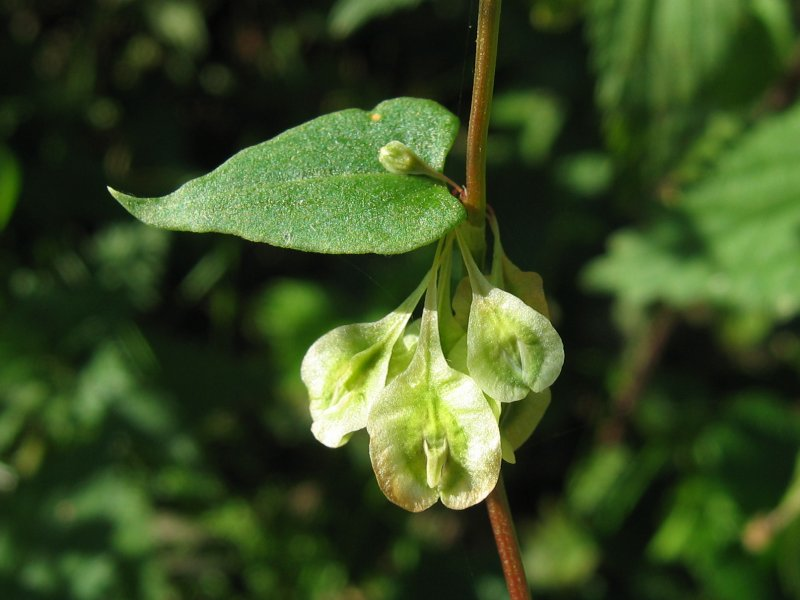
незрілі плоди
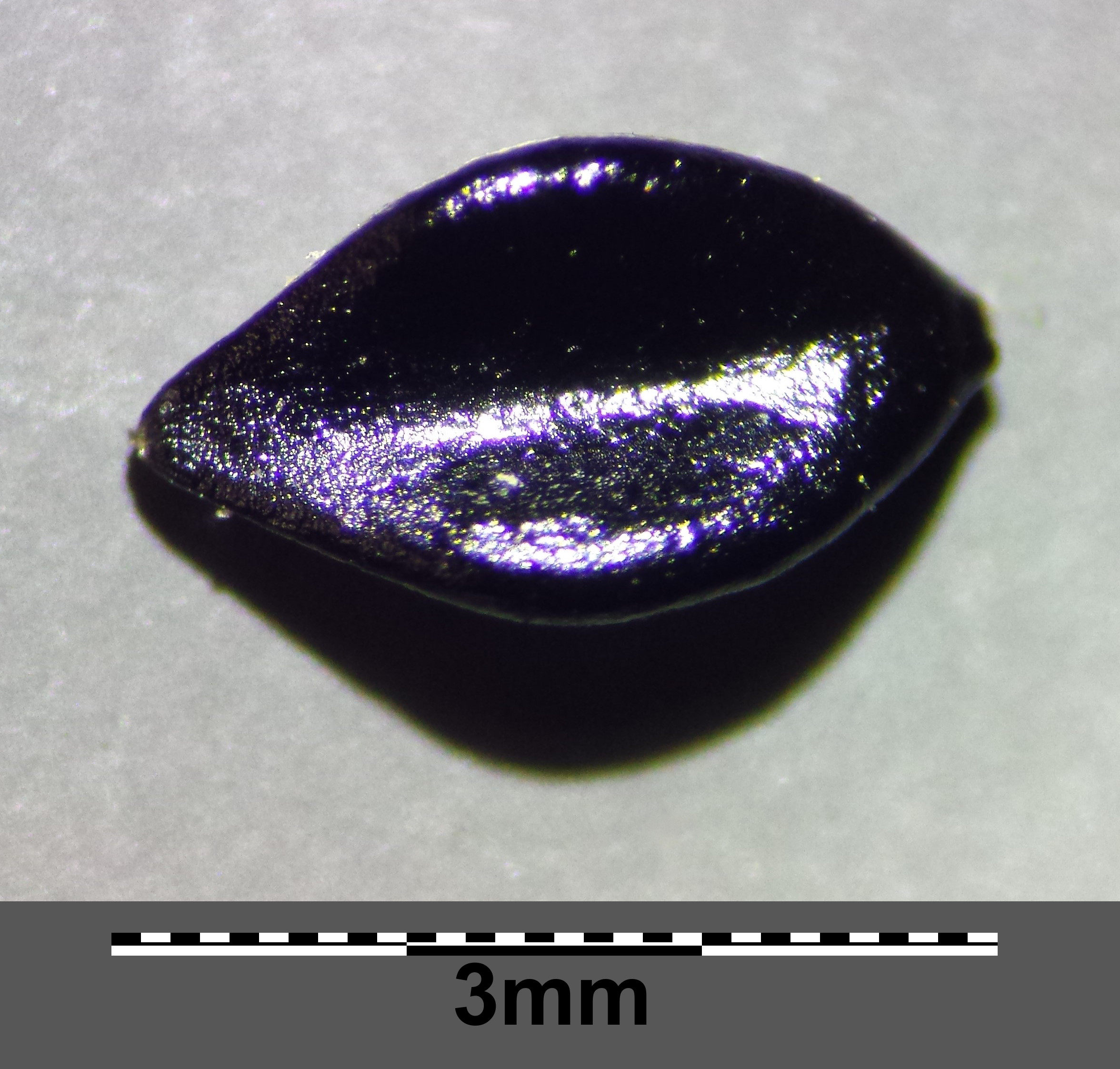
плід
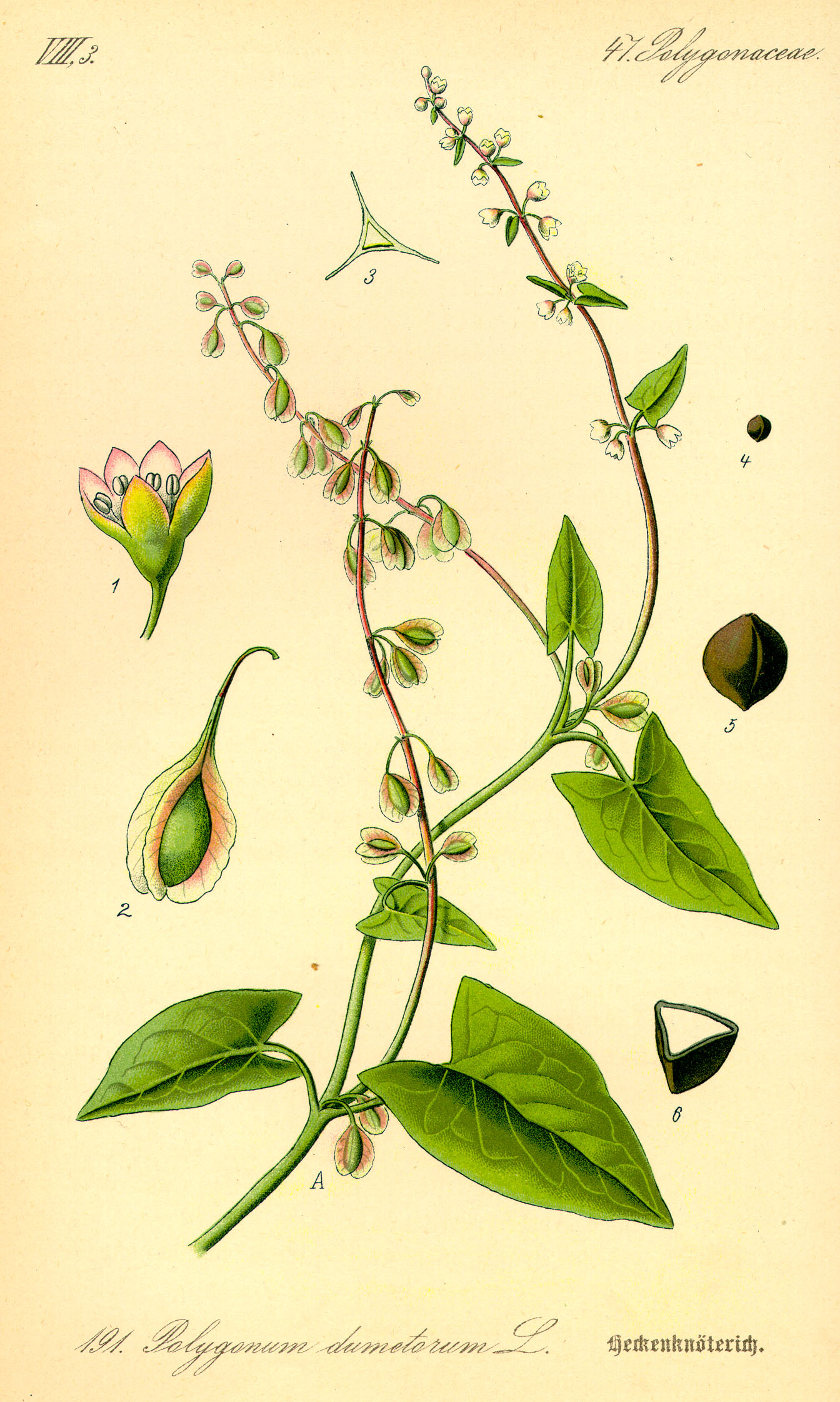
ілюстрація